# Rolf Berger (Jurist)
Rolf Berger (* 22. Oktober 1933 in Schwelm (Ennepe-Ruhr-Kreis)) ist ein deutscher Jurist, er war Präsident der Technischen Universität Berlin von 1977 bis 1978.

## Werdegang
Geboren wurde Berger in die Familie des Kaufmanns Rudolf Berger. Er absolvierte die Volks- und Oberschule, schloss 1954 mit dem Abitur seine Schullaufbahn ab und begann anschließend mit dem Jurastudium, das ihn nach Bonn, Berlin und Köln brachte. 1957 folgte das Referendarexamen und anschließend der juristische Vorbereitungsdienst. Im Lebenslauf, der in der Dissertationsschrift aufgeführt ist, sind Studienreisen nach Holland, Belgien, Österreich, Italien, Russland und Polen erwähnt. Seine Promotion an der Rheinischen Friedrich-Wilhelms-Universität Bonn 1961 hatte das Thema Die Forderungen der Elektrizitätsversorgungsunternehmen im Konkurse des Abnehmers. Erster Berichterstatter war Paul Gieseke, zweiter Berichterstatter Kurt Ballerstedt.

## Berufstätigkeit
Als Ministerialdirigent im Bonner Forschungsministerium unter dem Forschungsminister Horst Ehmke und dem Staatssekretär Hans-Hilger Haunschild organisierte Berger die von Schwierigkeiten begleitete Umgründung der Fraunhofer-Gesellschaft, als einem damals neuen Zwitter zwischen öffentlich gefördertem und marktwirtschaftlich orientiertem Unternehmen.
Der ehemalige Wissenschaftsmanager im Bonner Forschungsministerium Berger wurde 1977, ohne Lehrstuhlinhaber zu sein, zum Präsidenten der West-Berliner Hochschule gewählt. Bei den Anhängern der Notgemeinschaft für eine freie Universität (Nofu) sowie der ost-berlin-nahen Aktionsgemeinschaft von Demokraten und Sozialisten stieß seine Amtsführung aus unterschiedlichen Gründen auf Ablehnung. So setzte sich Berger für die Freilassung von Rudolf Bahro aus dem DDR-Gefängnis ein und galt als politischer Freund des damaligen (West-)Berliner Wissenschaftssenators Peter Glotz.
Zu den von Berger umgesetzten inneruniversitären Projekten zählten die
- Einrichtung von Zentren für fachübergreifende Schwerpunktforschung,
- Gründung eines Fonds für Drittmittelforschung,
- finanzielle Unterstützung von Nachwuchswissenschaftlern,
- Gründung eines Instituts für Antisemitismusforschung.

Bevor ab 1. Januar 1979 das in Kraft tretende neue Berliner Hochschulgesetz eine Abwahlmöglichkeit ausschloss, wurde von einer Koalition von rechtskonservativer Nofu, SED-nahen Adsen und studentischen und hochschullehrenden Spontis mit Berger am 21. Dezember 1978 zum ersten Mal ein TU-Präsident abgewählt.

## Veröffentlichungen (Auswahl)
- 1973: Forschungspolitik als veränderungsgerichtete Gesellschaftspolitik. In: Neue Gesellschaft, Jg. 20 (1973), S. 691–697.
- 1974: Zur Stellung des Wissenschaftsrats bei der wissenschaftspolitischen Beratung von Bund und Ländern, Baden-Baden, Nomos-Verlags-Gesellschaft, ISBN 3-7890-0109-0
- 1976: Forschung, Politik, Gesellschaft. Forschungs- und Innovationspolitik als Ideologie und Gesellschaftspolitik. Erlangen, Deutsche Gesellschaft für zeitgeschichtliche Fragen e. V.
- 1978: Die Technische Universität Berlin. Berlin, Presse- und Informationsreferat der TU Berlin.
- 1978: Zum Verhältnis von Aufgabe, Struktur und Interessen in der Forschungspolitik. Dargestellt am Beispiel der Beratung der BMFT. In: Udo Bermbach (Hrsg.): Politische Wissenschaft und politische Praxis. Opladen, Westdeutscher Verlag, S. 169–191, ISBN 3-531-11458-1.

## Belege
1. ↑  Rolf Berger: Die Forderungen der Elektrizitätsversorgungsunternehmen im Konkurse des Abnehmers, Inauguraldissertation zur Erlangung des Grades eines Doktors der Rechte durch die Rechts- und Staatswissenschaftliche Fakultät der Rheinischen Friedrich-Wilhelms-Universität Bonn, 4. Mai 1961, Tag der mündlichen Prüfung: 24. Februar 1961
2. 1 2  Wochenzeitschrift Die Zeit: Aufstand der Professoren. Seltsames Links-Rechts Bündnis an der Technischen Universität Berlin, 22. Dezember 1978
3. 1 2  Wochenzeitschrift Der Spiegel: Kleine Lage. Eine seltsame Links-Mitte-Rechts-Allianz will den Berliner TU-Präsidenten Berger stürzen. Der SPD-Mann ist ihr zu tüchtig., 18. Dezember 1978
4. ↑  Tageszeitung Berliner Zeitung: 50 Jahre TU Berlin, 16. April 1996

| Personendaten    | Personendaten                                                                                                |
| ---------------- | --- |
| NAME             | Berger, Rolf                                                                                                 |
| KURZBESCHREIBUNG | deutscher Jurist, Ministerialdirigent im Forschungsministerium, Präsident der Technischen Universität Berlin |
| GEBURTSDATUM     | 22. Oktober 1933                                                                                             |
| GEBURTSORT       | Schwelm (Ennepe-Ruhr-Kreis)                                                                                  |